# 현숙희 (유도 선수)
현숙희(玄淑姬, 1973년 3월 3일~)는 대한민국의 유도 선수이다. 1996년 하계 올림픽 여자 하프라이트급에서 은메달을 획득하였고 1997년 세계 선수권 대회에서 동메달을 획득했다. 은퇴 후에는 유도 심판과 지도자로 활동하고 있다.